# Macrodipteryx
Macrodipteryx és un gènere d'ocells de la família dels caprimúlgids (Caprimulgidae), però segons Larsen et al. 2007 i Han et al. 2010 aquest gènere no és vàlid i les seves espècies han de ser incloses a Caprimulgus.

## Taxonomia
Segons la Classificació del Congrés Ornitològic Internacional (versió 2.5, 2010) aquest gènere es considerava format per dues espècies:
- Macrodipteryx vexillarius
- Macrodipteryx longipennis